# Mandat politique

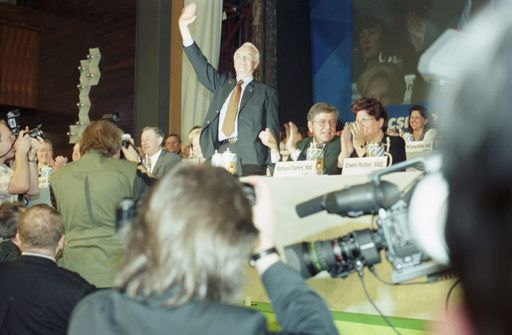
Politicien en Allemagne.

Un mandat politique est une charge publique élective, notamment une fonction de membre d'une assemblée élue. On parle de mandat de député, de mandat législatif mais aussi de mandat présidentiel.

## Mandat de droit privé / mandat de droit public
Historiquement, il semble que la notion provienne du droit privé, matière au sein de laquelle le mandat est un contrat synallagmatique  (ou contrat bilatéral) par lequel une personne (le mandant) donne à une autre (le mandataire) le pouvoir de faire quelque chose pour elle et en son nom. Cependant, en passant de la sphère privée à la sphère publique, le mandat subit plus qu'une adaptation ou une évolution. C'est d'une véritable transmutation dont il conviendrait de parler.
En effet, alors que le mandat de droit civil ou commercial relève, comme on l'a dit, de la catégorie des actes contractuels supposant l'accord de volonté entre deux ou plusieurs personnes, le mandat de droit public confère au mandataire un statut public de droit objectif dont les modalités sont préétablies et ne découlent aucunement de la volonté des acteurs. L'élection est un acte-condition attributif d'un statut qui s'applique à l'ensemble des titulaires d'une même charge élective. Ainsi, par exemple, peut-on parler des mandats de conseiller municipal, de maire, dont les attributs, fixés par les lois et règlements, sont identiques quels que soient les communes et les individus concernés.

## Mandat impératif / mandat représentatif
Selon les philosophies politiques auxquelles on les raccroche, les mandats politiques sont de différentes qualités.
Le mandat impératif est caractérisé par la faible marge de manœuvre reconnue au mandataire. Celui-ci est désigné par les électeurs pour effectuer une ou des tâches précisément définies dont il ne peut s'écarter sous peine d'engager sa propre responsabilité. L'élu n'est alors qu'un simple exécutant d'une souveraineté qui n'existe que dans le Peuple qui a procédé à sa désignation.
Le mandat représentatif connaît des attributs inverses. Dans les régimes représentatifs, ce sont les élus qui expriment la volonté collective. Celle-ci n'est plus qualifiée de populaire mais de nationale. La Nation, abstraction politique qui transcende la population actuelle en englobant son histoire, son avenir, sa culture, ne peut s'exprimer que par l'intermédiaire des représentants qu'elle se donne. En cela, le mandat représentatif a précédé l'avènement de la Démocratie. Ainsi, les états généraux d'Ancien Régime — Noblesse, clergé, tiers état — constituaient les représentations de la Nation dans une France féodale peuplée de sujets du Roi.
En conclusion et schématiquement, le mandat impératif découle des principes de la démocratie directe ou semi-directe et du concept philosophique de la Souveraineté populaire. À l'inverse, le mandat représentatif résulte, lorsqu'on l'envisage dans le cadre démocratique, de l'application des principes de démocratie représentative et du concept de Souveraineté nationale. Jean-Jacques Rousseau, notamment dans Du contrat social, est le promoteur des premiers, l'Abbé Sieyès représente les seconds.
Bien que l'histoire constitutionnelle française ait réservé une place prééminente au mandat impératif dans certaines de ses constitutions, notamment la constitution de 1793, le mandat représentatif l'a très largement supplanté en France et dans la quasi-totalité des régimes démocratiques au point que l'on confonde, à l'époque immédiatement contemporaine, régime démocratique et régime représentatif. 

## Caractères des mandats politiques dans les démocraties contemporaines
Le mandat politique est général : le représentant est titulaire du mandat pour l'ensemble de l'entité politique. Ainsi, un député est représentant de la France dans son ensemble quel que soit le découpage des circonscriptions électorales qui ne relève que de la technique électorale. On cite généralement le cas des trois départements d'Alsace et de Moselle, dont l'annexion par l'Allemagne n'avait, en 1871, aucunement annulé la légitimité des mandats des députés issus de ces territoires.
Le mandat politique est libre : les titulaires des mandats ne sont pas juridiquement liés par les promesses faites avant les élections, ni par les programmes des partis politiques qui les ont présentés. En France, la liberté des députés est garantie par l'article 27 de la constitution du 4 octobre 1958 qui dispose : « Tout mandat impératif est nul. Le droit de vote des membres du Parlement est personnel. La loi organique peut autoriser exceptionnellement la délégation de vote. Dans ce cas, nul ne peut recevoir délégation de plus d'un mandat ».
Le mandat politique est irrévocable : le mandat est détenu pour une période déterminée, en fonction des règles constitutionnelles existantes notamment en ce qui concerne la mise en jeu de la responsabilité gouvernementale dans les régimes parlementaires. Mais les électeurs ne peuvent reprendre, avant son terme, un mandat conféré lors d'une élection.
Le mandat politique est limité dans le temps : la doctrine, les institutions internationales et la jurisprudence semblent accorder à la notion de durée des mandats politiques un intérêt nouveau au point d'en faire un objet d'études constitutionnelles et politistes particulier. La limitation de la durée des mandats politiques signifie avant tout que les élus ne sont pas propriétaires de leurs charges mais simplement dépositaires temporaires, pour une période donnée à l'issue de laquelle le mandat doit faire l'objet d'une nouvelle dévolution électorale.